# Källtjärnen (Särna socken, Dalarna)
Källtjärnen är en sjö i Älvdalens kommun i Dalarna och ingår i Dalälvens huvudavrinningsområde.